# Matthias Braun
Pour les articles homonymes, voir Braun.
Matthias Bernard Braun (en tchèque : Matyáš Bernard Braun, 24 février 1684, Sautens près d'Innsbruck - 15 février 1738, Prague) est un sculpteur actif en Bohême, l'un des plus remarquables du baroque tardif ou rococo dans la région.

## Biographie
Matthias Braun est le cinquième enfant de Jacob Braun et de Magdalena née Neureuter. Il fait son apprentissage à Salzbourg et en Italie (Venise, Bologne, Rome). Dans son œuvre, l'influence italienne est très présente et l'on retrouve la marque de Michel-Ange, Gian Lorenzo Bernini et des sculpteurs de l'école vénitienne du XVIIe siècle.
Un peu avant 1710, il arrive en visite à Prague, artiste déjà confirmé et s'installe peu après en Bohême, y trouvant épouse et amis. Sa première commande est un groupe statuaire pour le pont Charles, La Vision de sainte Luitgarde (en tchèque : Vidění sv. Luitgardy, 1710) qui est immédiatement admirée comme un chef-d'œuvre. Elle lui vaut de nombreuses autres commandes de la part des ordres religieux et de la noblesse tchéco-allemande.
Aux alentours de 1725, son atelier emploie six journaliers et lui rapport un revenu de 900 guldens. Cependant, atteint de tuberculose, il ne peut plus supporter le travail de la taille de la pierre et se contente, par la suite, de réaliser ébauches, dessins et esquisses, ne faisant que superviser l'exécution par ses assistants et collaborateurs. Père de cinq enfants, aucun ne prend sa relève quand il décède en 1738.

## Œuvres
La réalisation la plus célèbre est sans conteste la série allégorique des vices et des vertus pour l'hôpital de Kuks en Bohême, commande du comte Franz Anton von Sporck. Dans le parc de l'hopital de Kuks, il sculpte également quarante statues de géants ou autres figures directement dans le grès affleurant.

### À Prague
- Palais Černín
- Palais Clam-Gallas de Prague (1719)
- groupes statuaires sur le pont Charles :

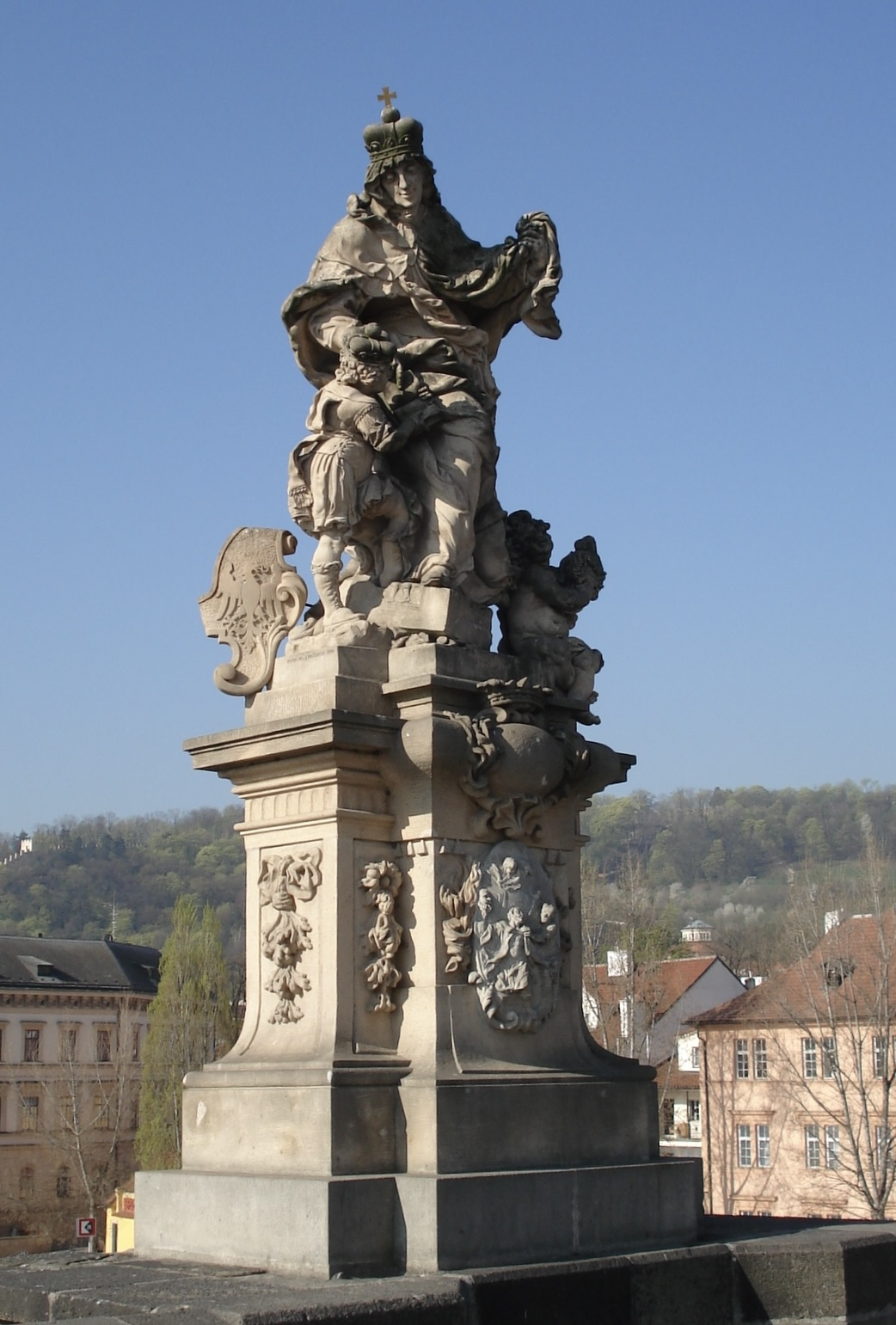
sainte Ludmila de Bohême avec saint Venceslas enfant
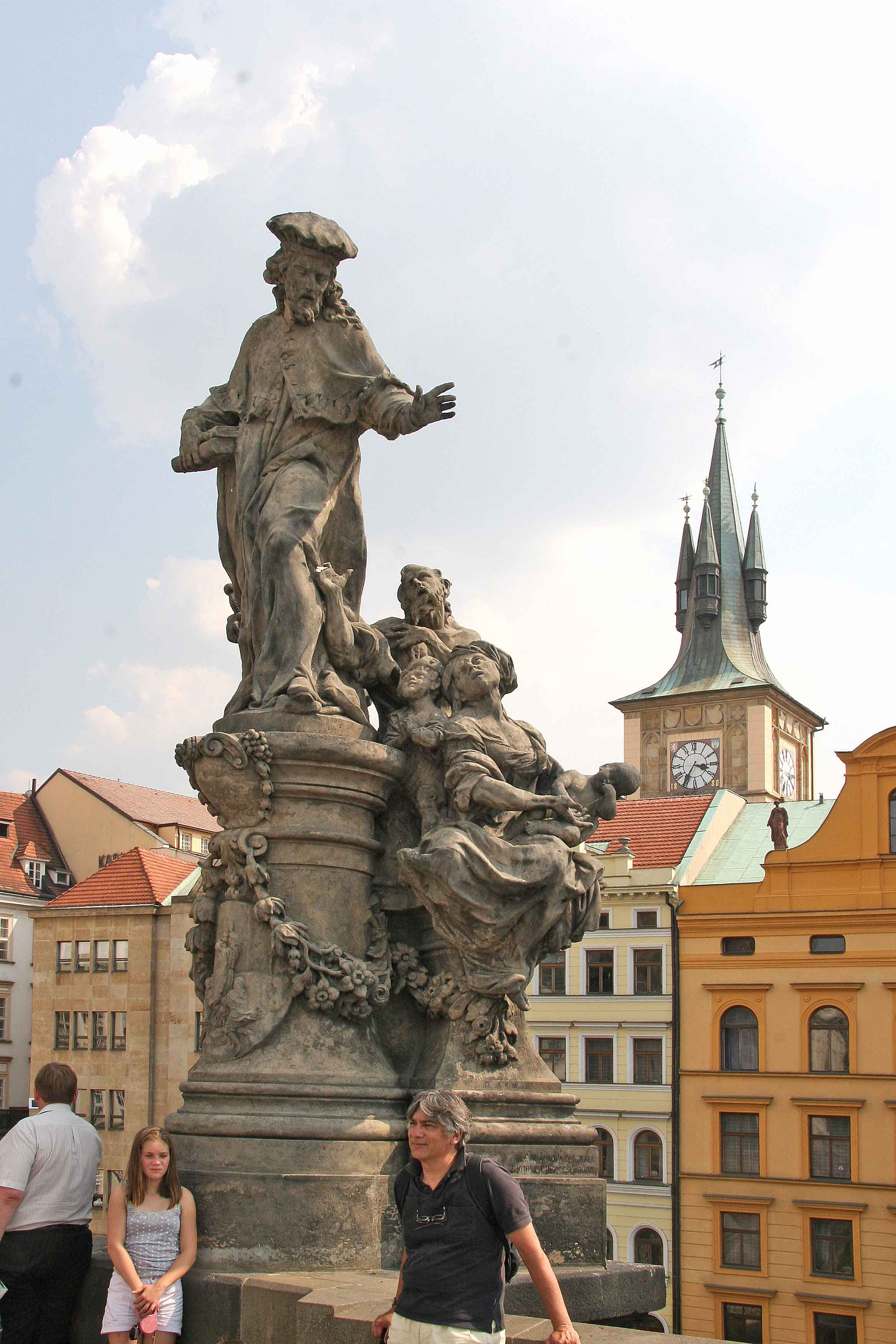
saint Yves

- jardin Hartig
- palais Vrtbovský et jardin attenant
- jardin royal du Château de Prague
- maison Schönpflug
- palais Thun
- palais Thurn-Taxis
- cathédrale Saint-Guy de Prague : tombeau du comte Šlik
- église Saint-Clément du Clementinum
- commanderie des chevaliers de l'ordre de Malte et église attenante de Sainte-Marie-sous-la-Chaine

### En Bohême
- hospital de Kuks L'ermite Onofrius dans le parc du château de Kuks.

- parc du château de Kuks
- château de Duchcov
- château de Konopiště

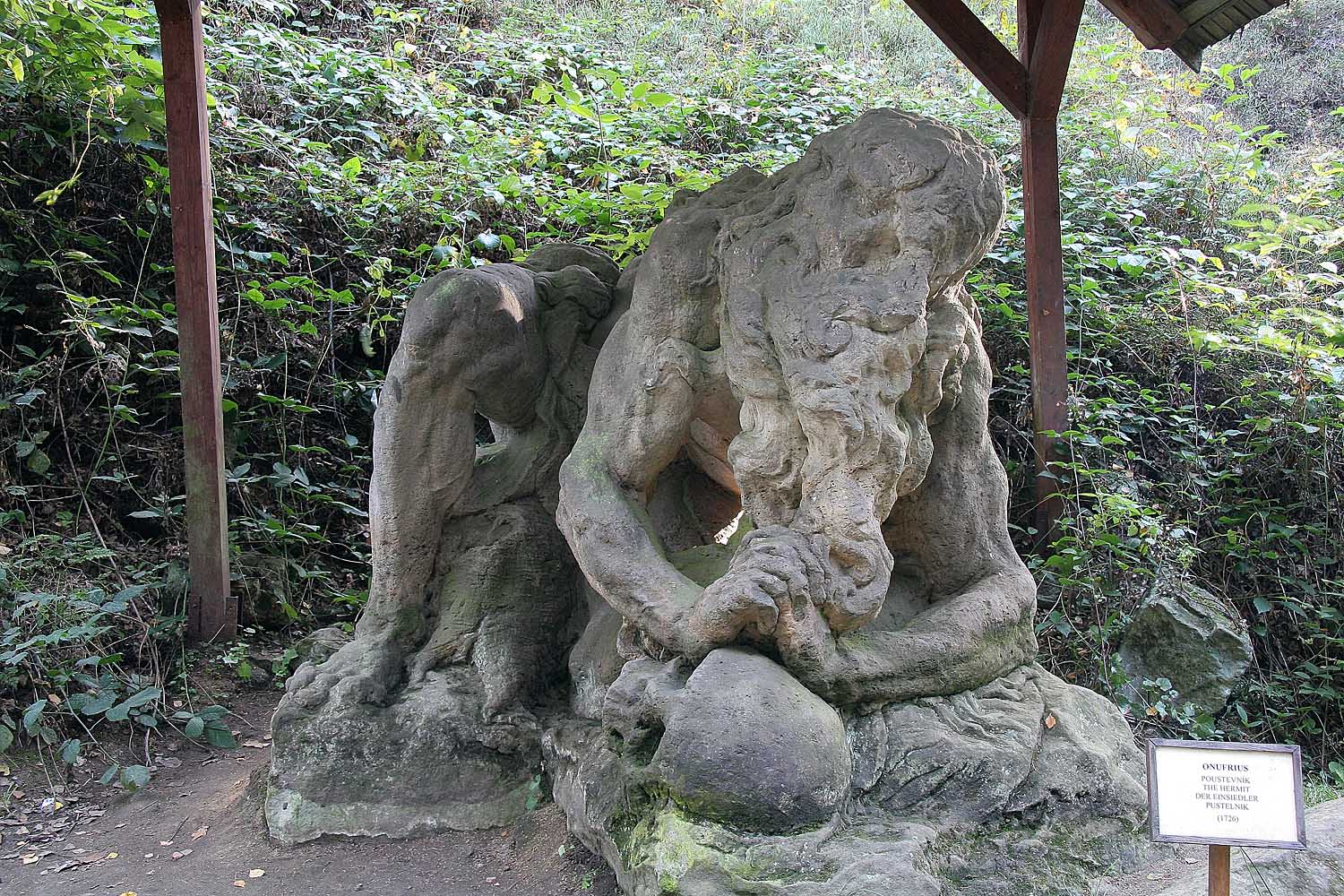
L'ermite Onofrius dans le parc du château de Kuks.

- église de la Découverte de la Ste. Croix de Litomyšl
- église Saint-Jacques-le-Majeur de Cítoliby
- parc du château de Cítoliby
- colonne trinitaire à Teplice